# Он (Италия)
Он (фр. Hône) — коммуна в Италии, располагается в автономном регионе Валле-д’Аоста.
Население составляет 1168 человек (2008 г.), плотность населения составляет 97 чел./км². Занимает площадь 12 км². Почтовый индекс — 11020. Телефонный код — 0125.
Покровителем коммуны почитается святой Георгий Победоносец, празднование 23 апреля.

## Демография
Динамика населения:

## Города-побратимы
- Нура, Швеция (2008)

## Галерея

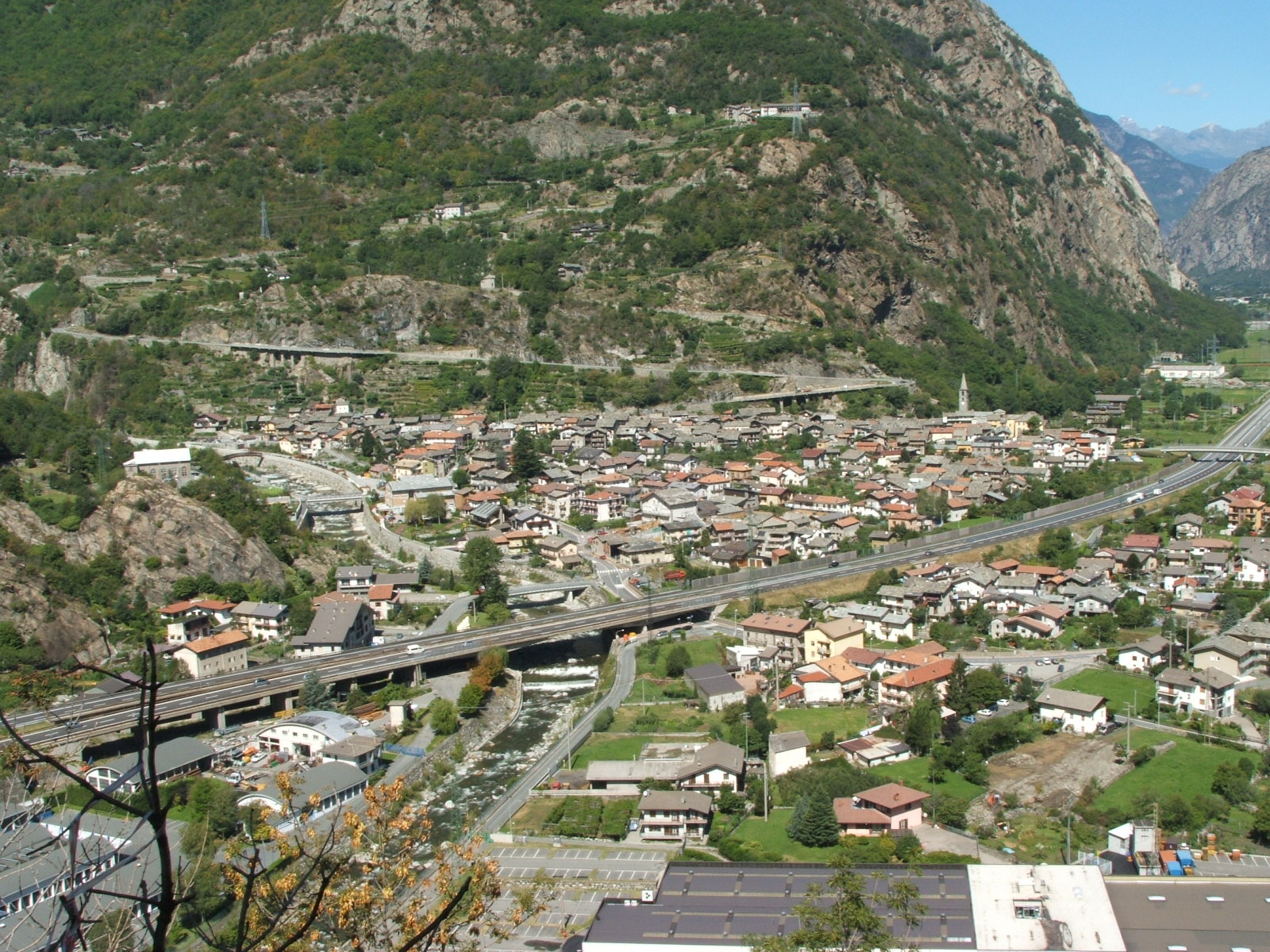
Панорама со стороны барской крепости
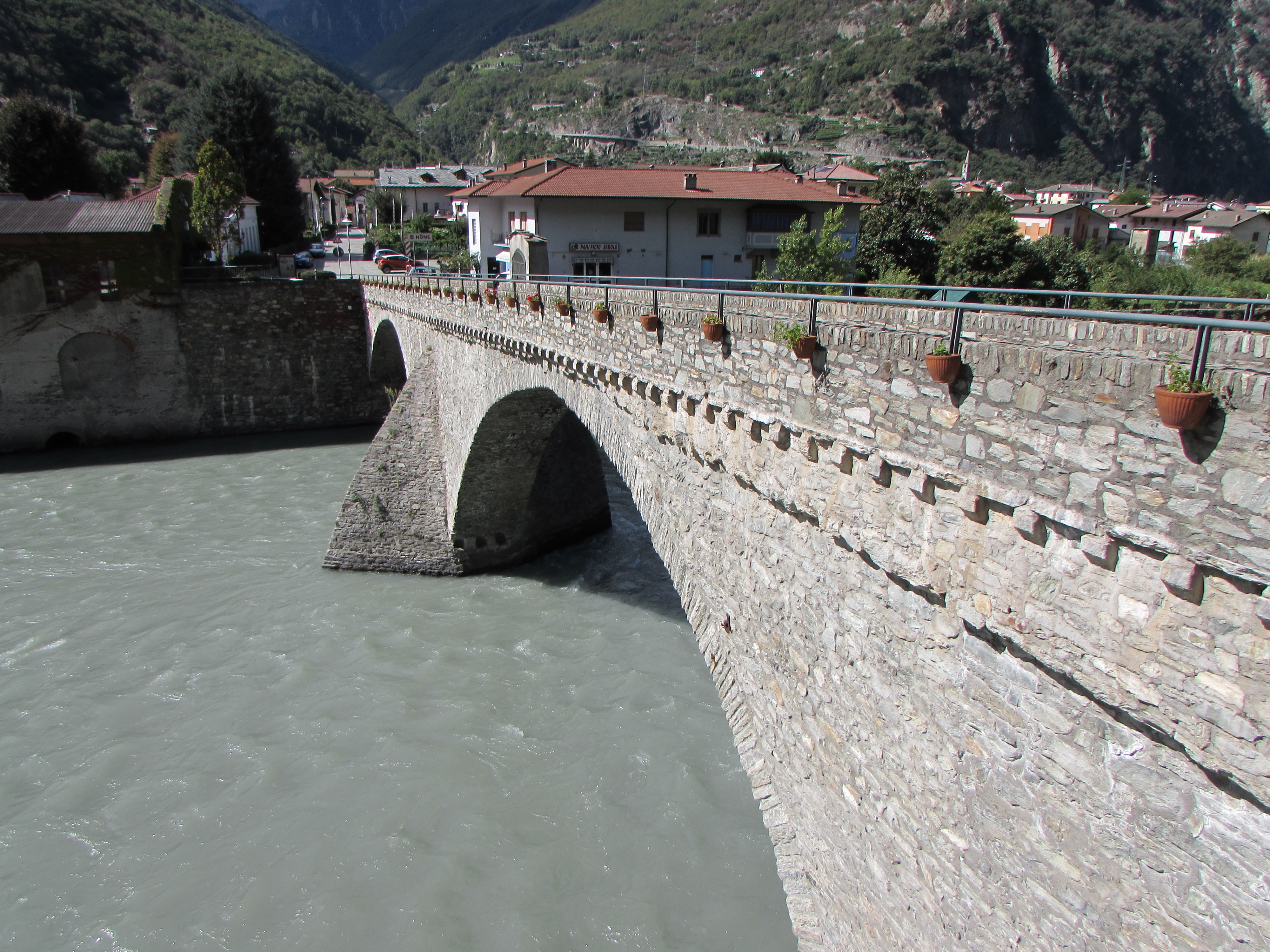
Мост через реку Дора-Бальтеа
Город находится на слиянии реки Дора-Бальтеа и потока Айас (фр. Ayasse).